# Marcos Baghdatis
Marcos Baghdatis, född 17 juni 1985, Limassol, Cypern är en professionell grekcypriotisk tennisspelare.

## Tenniskarriären
Marcos Baghdatis blev professionell tennisspelare på ATP-touren sent på året 2003. Under karriären har han till och med säsongen 2007 vunnit två ATP-titlar i singel och spelat final i en Grand Slam (GS) -turnering. Som bäst rankas han som nummer 8 i världen (i augusti och september 2006).
År 2003 blev Baghdatis ITFs juniorvärldsmästare. Den följande säsongen, 2004, debuterade han i GS-turneringarna och var tillsammans med Andre Agassi en av de spelare som i US Open lyckades ta set av slutsegraren Roger Federer.
I januari 2005 nådde han fjärde omgången i Australiska öppna efter segrar över bland andra Ivan Ljubicic och Tommy Robredo. Han föll sedan mot Roger Federer. Han var därefter skadedrabbad och spelade inte tävlingstennis förrän i april 2005. Han nådde sin första ATP-final i Basel efter segrar över tidigare världstvåan Tommy Haas och David Nalbandian. I finalen mötte han den chilenske spelaren Fernando González som vann med 6-7, 6-4, 7-5, 6-4.
Säsongen 2006 inledde Baghdatis med att nå singelfinalen i Australiska öppna. På vägen till final besegrade han bland andra spelare som världstrean Andy Roddick (6-4, 1-6, 6-3, 6-4) och David Nalbandian (3-6, 5-7, 6-3, 6-4, 6-4). I finalen mötte han Roger Federer, som vann efter att ha förlorat första set med 5-7, 7-5, 6-0, 6-2. Senare på säsongen nådde han semifinal i Wimbledonmästerskapen (förlust mot Rafael Nadal med 6-1, 7-5, 6-3). 
I september 2006 spelade han i US Open där han förlorade mot Andre Agassi som spelade sin sista turnering på ATP-touren. Matchen var mycket jämn, Agassi vann med 6-4, 6-4, 3-6, 5-7, 7-5. Senare i september vann Baghdatis ATP-tävlingen China Open efter finalseger över Mario Ancic. Säsongen 2007 spelade Baghdatis tre ATP-finaler och vann titeln i Zagreb genom finalseger över Ivan Ljubičić med 7-6, 4-6, 6-4.

## Spelaren och personen
Marcos Baghdatis har en grekisk ortodox far från Libanon och en grekcypriotisk mor. Han började spela tennis vid 5 års ålder tillsammans med sina bröder och sin far. Vid sidan av tennisen tycker han om att se på fotboll som han också själv utövar. 
Baghdatis spelar avspänt med mjuka rörelser. Han har en mycket kraftfull forehand och placerar bollarna med stor precision. Han har en tendens att spela djärva slag även i svåra lägen, vilket medför att han ibland missar grovt.

## Grand Slam-finaler, singel (1)

### Finalförluster (1)
| År   | Mästerskap        | Finalmotståndare | Setsiffror         |
| 2006 | Australiska öppna | Roger Federer    | 5-7, 7-5, 6-0, 6-2 |

## ATP-titlar
- Singel
  - 2006 - Beijing
  - 2007 - Zagreb
  - 2009 - Stockholm
  - 2010 - Sydney